# Duì (I Ching)
Duì (em chinês pinyin) (兌) ou da em japonês, é um dos oito trigramas básicos do Bāguà, elemento estruturante do I Ching.
Também grafado Tui, este conceito chinês pode ser associado ao Lago  (澤),　ao elemento Metal (金), ao planeta Vênus (金星), à 3.ª Filha, à Alegria.
Uma linha quebrada acima de duas linhas contínuas simboliza o lago. A linha quebrada superior é água e as duas linhas contínuas inferiores são céu. Se olharmos para baixo em direção à  água acumulada em qualquer lugar na terra, podemos ver o céu refletido na superfície da água.